# Île d'Ustica
Ustica est une île de la mer Tyrrhénienne située à environ 67 kilomètres au nord-ouest de Palerme et à 95 kilomètres au nord-ouest de l'île d'Alicudi bien qu'elle ne fasse pas partie de l'archipel des îles Éoliennes. Sa superficie est d'environ 8,65 km2 et sa circonférence approche les 12 km avec 3,5 km de longueur pour 2,5 km de largeur.

## Géologie
Géologiquement, cette île est très liée aux îles Éoliennes notamment de par son origine volcanique : on y retrouve des reliefs de collines qui représentent en réalité les vestiges d'antiques volcans tels que le Punta Maggiore (244 m) et la Guardia dei Turchi (238 m) qui divisent l'île en deux versants.
Proche de la rive nord de l'île, se trouve l'îlot scoglio Colombara (it) et à 500 m à l'ouest, le scoglio del Medico (it).

## Histoire
Durant l'Antiquité, les Romains la nommaient Ustica (d'ustum : brûlé) alors que les Grecs lui avaient donné le nom de Osteodes pour les restes des mercenaires qui y furent morts de faim et de soif. C'est sur cette île que, d'après la mythologie, se trouverait la demeure de la magicienne Circé qui transformait les visiteurs inattendus en cochons. Les sédiments humains trouvés sur l'île remontent au Paléolithique : les récentes fouilles archéologiques ont porté à la lumière les restes d'un antique village chrétien sur l'île. Des sépultures, des tunnels et une grande quantité de vestiges archéologiques, retrouvés en partie sous l'eau à cause des nombreux naufrages qui ont rythmé le temps, témoignent d'une présence constante sur les lieux de diverses peuplades méditerranéennes antiques telles que les Phéniciens, les Grecs, les Carthaginois et les Romains, qui y laissèrent de nombreux vestiges. Par la suite, l'île devint l'une des bases des pirates sarrasins et le resta durant de nombreux siècles.
En 1759, Ferdinand Ier des Deux-Siciles impose une colonisation de l'île. Y furent alors édifiées deux tours de garde, des citernes pour récupérer l'eau pluviale et des maisons qui constituèrent le centre d'habitat principal nommé Cala Santa Maria. On fit venir des colons de Palerme, de Trapani et des îles voisines. Du temps des Bourbons, l'île fut aussi un lieu de confinement pour les prisonniers politiques et le resta encore jusqu'à la maison de Savoie. Au temps du fascisme, Antonio Gramsci, Amadeo Bordiga et Ferruccio Parri y furent détenus. En 1961, le confinement sur l'île fut aboli à cause des protestations populaires et c'est à partir de ce moment qu'a commencé à s'y développer le tourisme.

## Architecture
La forteresse de la Falconiera, la Tour Santa Maria, la Tour du Spalmatore, construites sous la dynastie des Bourbons,  faisaient partie du système de défense : Torri costiere della Sicilia. La Tour Santa Maria est le siège de la réserve naturelle. Le siège du musée archéologique qui expose les restes et les matériaux des habitations antiques d'Ustica datant du milieu de l'âge du bronze, ainsi que les objets provenant des contacts entre les peuples préhistoriques de la Méditerranée, se trouve maintenant logé dans le village des Case Carabozzello « Fosso », et il est dédié à Padre Carmelo Seminara da Gangi.

## Environnement
La réserve d'Ustica (it) constitue l'une des vingt réserves naturelles marines présentes en Italie, transformant cette île en un véritable paradis pour les amateurs de plongée sous-marine. Sur l'île se trouve la station météorologique d'Ustica, reconnue officiellement par l'Organisation météorologique mondiale.
La caractéristique naturelle la plus fascinante de l'île est la présence de nombreuses grottes qui s'ouvrent le long des hautes côtes avec de nombreux rochers présents tout autour de l'île. visibles lors d'excursion en bateau :  la Grotta Verde, le Grotta Azzurra, la Grotta della Pastizza, la Grotta dell'Oro, la Grotta delle Colonne et les rochers del Medico et della Colombara. De plus, l'île est connue pour constituer l'habitat naturel de l'Apis mellifera sicula.

## Transports
Pour rejoindre la ville de Palerme, un service de trajets médians est mis en place, utilisant de modernes catamarans et hydroptères.